# Wolfgang Körner (Fußballspieler)
Wolfgang Körner (* 16. November 1953 in Schlema; † 14. April 2024 in Aue) war ein deutscher Fußballspieler, der zusammen mit seinem Zwillingsbruder Jürgen Körner mit der BSG Wismut Aue in den 1970er und 1980er Jahren in der DDR-Oberliga, der höchsten Liga im DDR-Fußball, spielte.

## Sportliche Laufbahn
Zusammen mit seinem Zwillingsbruder Jürgen begann Wolfgang Körner 1964 bei der Kindermannschaft der Betriebssportgemeinschaft BSG Wismut Aue organisiert Fußball zu spielen. 1970 bestritt er seine ersten Spiele in der DDR-weiten Juniorenoberliga, in der bis 1972 regelmäßig hauptsächlich als Stürmer eingesetzt wurde. Dabei war er auch stets als Torschütze erfolgreich. 
In der Saison 1971/72 wurde Körner auch schon in der zweitklassigen DDR-Liga-Mannschaft Wismut II aufgeboten. Sowohl in der Hin- wie auch in der Rückrunde spielte er als Einwechselspieler 14 bzw. 21 Minuten. Für die Spielzeit 1972/73 wurde er zwar offiziell für die 2. Mannschaft nominiert, kam aber nicht zum Einsatz. Am Saisonende musste die Mannschaft in die Bezirksliga absteigen, aber mit Wolfgang Körner gelang der sofortige Wiederaufstieg. Erst 1974/75 wurde Körner für die Oberligamannschaft gemeldet. Dort wurde er zunächst nur in drei Spielen eingewechselt. Stattdessen wurde er in der 2. Mannschaft als Mittelfeldakteur und mit vier Toren zum Stammspieler. Die BSG-Leitung bestand aber auch für die Saison 1975/76 darauf, Körner erneut als Oberligaspieler zu nominieren. Dies stellte sich jedoch wieder als Fehlkalkulation heraus, denn Körner kam nur auf vier Oberligaeinsätze sowie zu drei von fünf ausgetragenen Spielen in der DFV-Toto-Sonderrunde (1 Tor). In den 22 Punktspielen der DDR-Liga verpasste er hingegen nur eine Partie und schoss drei Tore. 
Aus strukturellen Gründen wurde Wismut II zur Spielzeit 1976/77 in die Bezirksliga versetzt. Dies war für Wolfgang Körner die Gelegenheit, sich endgültig in der Oberliga festzusetzen. So bestritt er in dieser Saison 19 Spiele in der Oberliga, davon aber nur neun über die gesamte Spieldauer und kam in den beiden nachfolgenden Spielzeiten auch nur auf elf bzw. vier Oberligaeinsätze. Erst 1979/80 gelang ihm der endgültige Durchbruch zum Stammspieler. Innerhalb von fünf Spielzeiten, in denen insgesamt 130 Oberligaspiele ausgetragen wurden, kam er 97-mal zum Einsatz, wobei er mit seinen vierzehn Treffern in jeder Saison zu den Torschützen zählte. Während er in den 1970er-Jahren vorwiegend im Mittelfeld eingesetzt wurde, spielte er später als Verteidiger. 
In der Saison 1984/85 neigte Wolfgang Körners Karriere dem Ende zu. Er bestritt nur noch zehn Oberligapartien, bei denen er fünfmal lediglich Einwechselspieler war. Seine letzte Saison absolvierte er 1985/86, in der er als Verteidiger noch sechsmal zum Einsatz kam. Zum Abschluss erzielte er seine Tore Nr. 16 und 17 und konnte danach auf 154 Oberligaspiele zurückblicken. 
Er starb im April 2024 im Alter von 70 Jahren in Aue.